# Silva (Miranda do Douro)
Silva is een plaats (freguesia) in de Portugese gemeente Miranda do Douro en telt 310 inwoners (2001).